# Nguyễn Thị Tuyết Dung
Nguyễn Thị Tuyết Dung (sinh ngày 13 tháng 12 năm 1993 tại Bình Lục, Hà Nam) là cầu thủ bóng đá nữ Việt Nam thi đấu ở vị trí tiền vệ cho câu lạc bộ Phong Phú Hà Nam và đội tuyển nữ quốc gia Việt Nam.

## Sự nghiệp
Tuyết Dung bắt đầu sự nghiệp ở đội trẻ của câu lạc bộ Phong Phú Hà Nam từ năm 2006. Cô đoạt danh hiệu Vua phá lưới và Cầu thủ xuất sắc nhất tại Giải bóng đá nữ U19 quốc gia 2011. Cô cũng trở thành cầu thủ xuất sắc nhất tại giải vô địch quốc gia nữ năm 2014 và đoạt danh hiệu Quả bóng vàng Việt Nam 2014.

### Quốc tế
Nguyễn Thị Tuyết Dung góp mặt trong thành phần đội tuyển quốc gia Việt Nam từ năm 2011. Cô là người ghi bàn quyết định trong trận gặp Thái Lan giúp đội tuyển Việt Nam lần đầu góp mặt tại vòng bán kết Á vận hội. Vào ngày 5 tháng 5 năm 2015, cô đã lập kì tích ghi hai bàn thắng từ hai cú đá phạt góc ở hai cánh khác nhau, bằng hai chân khác nhau trong trận thắng 7–0 trước Malaysia tại Giải vô địch bóng đá nữ Đông Nam Á 2015.

## Bàn thắng quốc tế
Điểm số của Đội tuyển Việt Nam được ghi trước.
| #   | Ngày                 | Địa điểm                                                       | Đối thủ       | Bàn thắng | Kết quả | Giải đấu                                                    |
| --- | -------------------- | -------------------------------------------------------------- | ------------- | --------- | ------- | ----------------------------------------------------------- |
| 1.  | 20 tháng 10 năm 2011 | Sân vận động Chao Anouvong, Viêng Chăn, Lào                    | Indonesia     | 2–0       | 14–0    | Giải vô địch bóng đá nữ Đông Nam Á 2011                     |
| 2.  | 3–0                  | Sân vận động Chao Anouvong, Viêng Chăn, Lào                    | Indonesia     |           | 14–0    | Giải vô địch bóng đá nữ Đông Nam Á 2011                     |
| 3.  | 4–0                  | Sân vận động Chao Anouvong, Viêng Chăn, Lào                    | Indonesia     |           | 14–0    | Giải vô địch bóng đá nữ Đông Nam Á 2011                     |
| 4.  | 5–0                  | Sân vận động Chao Anouvong, Viêng Chăn, Lào                    | Indonesia     |           | 14–0    | Giải vô địch bóng đá nữ Đông Nam Á 2011                     |
| 5.  | 13 tháng 9 năm 2012  | Sân vận động Thống Nhất, Thành phố Hồ Chí Minh, Việt Nam       | Singapore     | 8–0       | 10–0    | Giải vô địch bóng đá nữ Đông Nam Á 2012                     |
| 6.  | 15 tháng 9 năm 2012  | Sân vận động Thống Nhất, Thành phố Hồ Chí Minh, Việt Nam       | Philippines   | 4–1       | 4–2     | Giải vô địch bóng đá nữ Đông Nam Á 2012                     |
| 7.  | 13 tháng 12 năm 2013 | Sân vận động Mandalarthiri, Mandalay, Myanmar                  | Philippines   | 6–0       | 7–0     | Đại hội Thể thao Đông Nam Á 2013                            |
| 8.  | 18 tháng 12 năm 2013 | Sân vận động Mandalarthiri, Mandalay, Myanmar                  | Malaysia      | 2–0       | 4–0     | Đại hội Thể thao Đông Nam Á 2013                            |
| 9.  | 21 tháng 5 năm 2014  | Sân vận động Thống Nhất, Thành phố Hồ Chí Minh, Việt Nam       | Thái Lan      | 1–2       | 1–2     | Cúp bóng đá nữ châu Á 2014                                  |
| 10. | 23 tháng 9 năm 2014  | Incheon Namdong Asiad Rugby Field, Incheon, Hàn Quốc           | Hồng Kông     | 2–0       | 5–0     | Đại hội Thể thao châu Á 2014                                |
| 11. | 26 tháng 9 năm 2014  | Sân vận động Goyang, Goyang, Hàn Quốc                          | Thái Lan      | 2–1       | 2–1     | Đại hội Thể thao châu Á 2014                                |
| 12. | 4 tháng 5 năm 2015   | Sân vận động Thống Nhất, Thành phố Hồ Chí Minh, Việt Nam       | Malaysia      | 5–0       | 7–0     | Giải vô địch bóng đá nữ Đông Nam Á 2015                     |
| 13. | 4 tháng 5 năm 2015   | Sân vận động Thống Nhất, Thành phố Hồ Chí Minh, Việt Nam       | Malaysia      | 6–0       | 7–0     | Giải vô địch bóng đá nữ Đông Nam Á 2015                     |
| 14. | 4 tháng 5 năm 2015   | Sân vận động Thống Nhất, Thành phố Hồ Chí Minh, Việt Nam       | Malaysia      | 7–0       | 7–0     | Giải vô địch bóng đá nữ Đông Nam Á 2015                     |
| 15. | 10 tháng 5 năm 2015  | Sân vận động Thống Nhất, Thành phố Hồ Chí Minh, Việt Nam       | Australia U20 | 3–3       | 3–4     | Giải vô địch bóng đá nữ Đông Nam Á 2015                     |
| 16. | 26 tháng 7 năm 2016  | Sân vận động Mandalarthiri, Mandalay, Myanmar                  | Singapore     | 4–0       | 10–0    | Giải vô địch bóng đá nữ Đông Nam Á 2016                     |
| 17. | 26 tháng 7 năm 2016  | Sân vận động Mandalarthiri, Mandalay, Myanmar                  | Singapore     | 10–0      | 10–0    | Giải vô địch bóng đá nữ Đông Nam Á 2016                     |
| 18. | 28 tháng 7 năm 2016  | Sân vận động Mandalarthiri, Mandalay, Myanmar                  | Philippines   | 2–0       | 4–0     | Giải vô địch bóng đá nữ Đông Nam Á 2016                     |
| 19. | 28 tháng 7 năm 2016  | Sân vận động Mandalarthiri, Mandalay, Myanmar                  | Philippines   | 3–0       | 4–0     | Giải vô địch bóng đá nữ Đông Nam Á 2016                     |
| 20. | 2 tháng 8 năm 2016   | Sân vận động Mandalarthiri, Mandalay, Myanmar                  | Myanmar       | 2–0       | 3–3     | Giải vô địch bóng đá nữ Đông Nam Á 2016                     |
| 21. | 5 tháng 4 năm 2017   | Trung tâm Đào tạo Bóng đá trẻ Việt Nam (VYF), Hà Nội, Việt Nam | Syria         | 3–0       | 11–0    | Vòng loại Cúp bóng đá nữ châu Á 2018                        |
| 22. | 5 tháng 4 năm 2017   | Trung tâm Đào tạo Bóng đá trẻ Việt Nam (VYF), Hà Nội, Việt Nam | Syria         | 7–0       | 11–0    | Vòng loại Cúp bóng đá nữ châu Á 2018                        |
| 23. | 9 tháng 4 năm 2017   | Trung tâm Đào tạo Bóng đá trẻ Việt Nam (VYF), Hà Nội, Việt Nam | Iran          | 1–1       | 6–1     | Vòng loại Cúp bóng đá nữ châu Á 2018                        |
| 24. | 11 tháng 4 năm 2017  | Trung tâm Đào tạo Bóng đá trẻ Việt Nam (VYF), Hà Nội, Việt Nam | Myanmar       | 1–0       | 2–0     | Vòng loại Cúp bóng đá nữ châu Á 2018                        |
| 25. | 17 tháng 8 năm 2017  | Sân vận động UM Arena, Kuala Lumpur, Malaysia                  | Philippines   | 2–0       | 3–0     | Đại hội Thể thao Đông Nam Á 2017                            |
| 26. | 3 tháng 7 năm 2018   | Sân vận động Jakabaring, Palembang, Indonesia                  | Philippines   | 6–0       | 6–0     | Giải vô địch bóng đá nữ Đông Nam Á 2018                     |
| 27. | 5 tháng 7 năm 2018   | Sân vận động Jakabaring, Palembang, Indonesia                  | Singapore     | 3–0       | 10–0    | Giải vô địch bóng đá nữ Đông Nam Á 2018                     |
| 28. | 5 tháng 7 năm 2018   | Sân vận động Jakabaring, Palembang, Indonesia                  | Singapore     | 4–0       | 10–0    | Giải vô địch bóng đá nữ Đông Nam Á 2018                     |
| 29. | 11 tháng 7 năm 2018  | Sân vận động Jakabaring, Palembang, Indonesia                  | Australia U20 | 1–0       | 2–4     | Giải vô địch bóng đá nữ Đông Nam Á 2018                     |
| 30. | 11 tháng 7 năm 2018  | Sân vận động Jakabaring, Palembang, Indonesia                  | Australia U20 | 2–4       | 2–4     | Giải vô địch bóng đá nữ Đông Nam Á 2018                     |
| 31. | 13 tháng 7 năm 2018  | Sân vận động Jakabaring, Palembang, Indonesia                  | Myanmar       | 1–0       | 3–0     | Giải vô địch bóng đá nữ Đông Nam Á 2018                     |
| 32. | 19 tháng 8 năm 2018  | Sân vận động Bumi Sriwijaya, Palembang, Indonesia              | Thái Lan      | 1–0       | 3–2     | Đại hội Thể thao châu Á 2018                                |
| 33. | 3 tháng 4 năm 2019   | Sân vận động Lokomotiv, Tashkent, Uzbekistan                   | Uzbekistan    | 2–1       | 2–1     | Vòng loại bóng đá nữ Thế vận hội Mùa hè 2020 khu vực châu Á |
| 34. | 18 tháng 8 năm 2019  | Sân vận động IPE Chonburi 1, Chonburi, Thái Lan                | Indonesia     | 6–0       | 7–0     | Giải vô địch bóng đá nữ Đông Nam Á 2019                     |
| 35. | 18 tháng 8 năm 2019  | Sân vận động IPE Chonburi 1, Chonburi, Thái Lan                | Indonesia     | 7–0       | 7–0     | Giải vô địch bóng đá nữ Đông Nam Á 2019                     |
| 36. | 20 tháng 8 năm 2019  | Sân vận động IPE Chonburi 1, Chonburi, Thái Lan                | Myanmar       | 4–0       | 4–0     | Giải vô địch bóng đá nữ Đông Nam Á 2019                     |
| 37. | 25 tháng 8 năm 2019  | Sân vận động IPE Chonburi 1, Chonburi, Thái Lan                | Philippines   | 2–1       | 2–1     | Giải vô địch bóng đá nữ Đông Nam Á 2019                     |
| 38. | 29 tháng 11 năm 2019 | Sân vận động bóng đá Biñan, Biñan, Philippines                 | Indonesia     | 1–0       | 6–0     | Đại hội Thể thao Đông Nam Á 2019                            |
| 39. | 29 tháng 11 năm 2019 | Sân vận động bóng đá Biñan, Biñan, Philippines                 | Indonesia     | 6–0       | 6–0     | Đại hội Thể thao Đông Nam Á 2019                            |
| 40. | 5 tháng 12 năm 2019  | Sân vận động bóng đá Biñan, Biñan, Philippines                 | Philippines   | 2–0       | 2–0     | Đại hội Thể thao Đông Nam Á 2019                            |
| 41. | 23 tháng 11 năm 2021 | Sân vận động Pamir, Dushanbe, Tajikistan                       | Maldives      | 3–0       | 16–0    | Vòng loại Cúp bóng đá nữ châu Á 2022                        |
| 42. | 23 tháng 11 năm 2021 | Sân vận động Pamir, Dushanbe, Tajikistan                       | Maldives      | 11–0      | 16–0    | Vòng loại Cúp bóng đá nữ châu Á 2022                        |
| 43. | 27 tháng 1 năm 2022  | Sân vận động DY Patil, Navi Mumbai, Ấn Độ                      | Myanmar       | 1–1       | 2–2     | Cúp bóng đá nữ châu Á 2022                                  |
| 44. | 30 tháng 1 năm 2022  | Sân vận động DY Patil, Navi Mumbai, Ấn Độ                      | Trung Quốc    | 1–0       | 1–3     | Cúp bóng đá nữ châu Á 2022                                  |
| 45. | 11 tháng 5 năm 2022  | Sân vận động Cẩm Phả, Quảng Ninh, Việt Nam                     | Philippines   | 1–1       | 2–1     | Đại hội Thể thao Đông Nam Á 2021                            |
| 46. | 14 tháng 5 năm 2022  | Sân vận động Cẩm Phả, Quảng Ninh, Việt Nam                     | Campuchia     | 3–0       | 7–0     | Đại hội Thể thao Đông Nam Á 2021                            |